# توماس وودس
توماس إرنست وودس جونيور (بالإنجليزية: Thomas Ernest Woods Jr.) هو مؤرخ وناقد سياسي وكاتب ومذيع أمريكي ولد في يوم 1 أغسطس 1972 في مدينة بوسطن في ماساتشوستس في الولايات المتحدة، قام وودس بنشر 12 كتاب تصدرت مبيعات نيويورك تايمز، اختص بأبحاثه عن تاريخ الولايات المتحدة وعن الكاثوليكية وعن القضايا السياسية والاقتصادية المختلفة. ويصف نفسه بالتحرري.

## روابط خارجية
- توماس وودس على موقع IMDb (الإنجليزية)
- توماس وودس على موقع ميوزك برينز (الإنجليزية)